# Gerhard Schneider (Kunstsammler)
Gerhard Schneider (* 11. Dezember 1938 in Marsberg/Westfalen) ist ein deutscher Sammler verfemter Kunst.

## Leben
1959 legte Schneider sein Abitur ab. Nach dem Wehrdienst absolvierte er ein Studium der Philosophie, Germanistik, Theologie und Geschichte in Bonn, Wien und Münster. 1968 erfolgte seine Promotion über den Gottesbegriff des Nicolaus von Kues. 1970 heiratete er zum ersten Mal. Er arbeitete als Lehrer am Reismann-Gymnasium Paderborn. 1979 gab er freiwillig den Schuldienst auf.
Ab 1975 baute er ein Kunstantiquariat auf, das nach dem Ausscheiden aus dem Schuldienst seinen Lebensunterhalt sicherte. 1983 zog er nach Olpe und heiratete erneut. Hier begegnete er zuerst dem Nachlass des 1942 verstorbenen Künstlers Valentin Nagel. Nach dem Erwerb nahezu des gesamten Nachlasses begann die Spurensuche nach der „verschollenen Künstler-Generation“. 1988 gab es eine erste Ausstellung mit Nagels Nachlass. 1991 war Schneider Mitbegründer des Kunstvereins Südsauerland, der auf seine Anregung seither Ausstellungen zu während der nationalsozialistischen Herrschaft verfemten und später vergessenen Künstlern durchführt. 1997 kam es zur ersten Begegnung mit dem Solinger Museumsdirektor Rolf Jessewitsch.
Ab 1999 hatte Schneider Ausstellungen im Kunstmuseum Solingen, beim Kunstverein Südsauerland und an sieben weiteren Stationen mit Werken aus der eigenen Sammlung. 2004 wurde die „Bürgerstiftung für verfemte Künste mit der Sammlung Gerhard Schneider, Solingen“ durch die Bezirksregierung Düsseldorf anerkannt. Im Dezember 2005 öffnete die erste Ausstellung der Stiftung mit einer Veranstaltung, die den Charakter als geplantes „Zentrum für verfemte Künste“ widerspiegelte.
Er ist Mitglied der K.D.St.V. Borusso-Westfalia Bonn im CV.

## Sammlung Gerhard Schneider
Die Sammlung Gerhard Schneider gilt mittlerweile als Meilenstein in der Aufarbeitung der Wirkungsgeschichte des Expressionismus, speziell der expressiven Gegenständlichkeit, und weiterer Phänomene vergessener Kunst und Künstler, die durch die Geschichte des 20. Jahrhunderts beinahe in Vergessenheit geraten wären.
Leitfaden der Sammlung ist das Prinzip der Expressivität. Sie stellt in der deutschen Kunst des 20. Jahrhunderts die breiteste zeitgemäße Erscheinung dar. Ihr Facettenreichtum ist beinahe unübersehbar und hat an Relevanz noch nicht verloren. Zu ihrem Verständnis gab es verschiedene Ansätze von Darstellungen und Bewertungen. Begriffsfindungen wie „zweite Generation des Expressionismus“, „Postexpressionismus“ oder auch „expressiver Realismus“ bezeugen die Schwierigkeiten einer zutreffenden kunsthistorischen Ortung.
Künstler in der Sammlung sind unter anderen Gerd Böhme, Franz Bronstert, Rudolf G. Bunk, Henri Epstein, Leo Haas, Rudolf Heinisch, Fritz Ketz, Robert Liebknecht, Käthe Loewenthal, Elfriede Lohse-Wächtler, Georg Netzband, Richard Paling, Carl Rabus, Erna Schmidt-Caroll, Hubert Rüther und Oscar Zügel. Im Kunstmuseum Solingen hat ein Teil der Sammlung eine feste Bleibe gefunden. Dass es möglich wurde, die Sammlung verfemter Kunst nach Solingen zu holen, verdankt sie der selbstständigen „Bürgerstiftung für verfemte Künste mit der Sammlung Gerhard Schneider“.